# Krympeflex
Krympeflex er en betegnelse for en række isolationsprodukter, mest i form af krympeslanger, endemuffer og loddemuffer, der krymper ved opvarmning. De er primært benyttet i industrien, men også private benytter dem til eksempelvis motorer, elektrisk isolering og samling af kabler. 
Krympeegenskaberne fremkommer ved at produktet bestråles i sin oprindelige størrelse. Efter bestråling opvarmes og oppustes emnet til den nye størrelse. Ved opvarmning , hvormed krympeeffekten fremkommer.
Krympeegenskaberne fremkommer når produktet – oftest lavet i polymeren PO-plastik – bliver opvarmet. Herved trækker molekylerne sig sammen til den oprindelige størrelse og produktet krymper.